# Parodia erinacea
Parodia erinacea, или Wigginsia erinacea — кактус из рода Пародия, выделяется некоторыми систематиками в род Виггинсия.

## Описание
Стебель шаровидный, до 20 см в диаметре.
Колючки тёмно-бурые.
Цветки до 7 см в диаметре, ярко-жёлтые.

## Распространение
Эндемик Бразилия, Аргентины и Уругвая.

## Синонимы
- Cactus erinaceus
- Malacocarpus erinaceus
- Wigginsia erinacea
- Notocactus erinaceus
- Echinocactus acuatus
- Malacocarpus acuatus
- Wigginsia acuata
- Notocactus acuatus
- Echinocactus tetracanthus
- Notocactus tetracanthus